# Santa Maria da Vitória
Santa Maria da Vitória este un oraș în statul Bahia (BA) din Brazilia.